# Beya Bouabdallah
Beya Bouabdallah (arabe : بية بوعبدالله), née le 24 décembre 1944, est une sportive tunisienne polyvalente et pionnière du sport féminin dans son pays après l'indépendance. Elle a pratiqué à la fois l'athlétisme, le basket-ball, le handball et le volley-ball et a été membre des équipes nationales pratiquant les trois premiers sports.

## Carrière d'athlète

### Parcours
Elle commence à pratiquer l'athlétisme dans le milieu scolaire, avant de signer en 1959 sa première licence à la Zitouna Sports. Pour sa première année, elle remporte le titre des cadettes en lancer du poids et la seconde place dans la course des 60 mètres. Elle rejoint ensuite le Club athlétique du gaz, qui fusionne avec le Club africain, d'autant plus qu'elle y joue en tant que handballeuse.
En 1964-1965, elle remporte deux titres de championne de Tunisie, ce qui lui permet d'aller participer à Brazzaville aux premiers Jeux africains puis aux Jeux universitaires de Budapest. Elle se contente d'apprendre au contact de championnes confirmées et s'impose longtemps comme la meilleure dans sa spécialité (lancer du poids et du disque) en Tunisie et au Maghreb, sans oublier d'autres épreuves. En 1967, elle participe aux Jeux méditerranéens organisés à Tunis et réussit à inscrire son nom sur les tablettes de cette joute en remportant une médaille d'or et une médaille d'argent pour la première apparition des athlètes dames dans cette compétition.
Elle continue à concilier l'athlétisme avec les autres sports jusqu'au moment où elle est obligée de faire un choix, à la suite de l'élaboration de nouveaux règlements sportifs en 1974, interdisant plus d'une seule licence pour un sportif.

### Palmarès
- Jeux méditerranéens de 1967
  - 80 m haies : 5e avec 13 s 50
  - Saut en hauteur : 4e avec 1,43 m
  - Lancer du poids :  Médaille d'or avec 11,57 m
  - Lancer du javelot :  Médaille d'argent avec 30,84 m
- Championnats du Maghreb d'athlétisme
  -  Médaille d'or au lancer du poids aux championnats maghrébins 1967
  -  Médaille d'or au lancer du poids aux championnats maghrébins 1968
  -  Médaille d'or au lancer du poids aux championnats maghrébins 1969
  -  Médaille d'argent au lancer du poids aux championnats maghrébins 1971
  -  Médaille de bronze au lancer du poids aux championnats maghrébins 1970
  -  Médaille de bronze au saut en hauteur aux championnats maghrébins 1969
  -  Médaille d'or au lancer du disque aux championnats maghrébins 1967
  -  Médaille d'or au lancer du disque aux championnats maghrébins 1968
  -  Médaille d'or au lancer du disque aux championnats maghrébins 1969
  -  Médaille d'argent au lancer du disque aux championnats maghrébins 1971
- Championnats de Tunisie d'athlétisme
  - Saut en hauteur : 1965 et 1974
  - Lancer du javelot : 1965
  - Lancer du poids : 1967, 1969, 1970, 1971, 1974
  - Lancer du disque : 1967, 1970, 1971, 1973, 1974

### Records personnels
- Saut en hauteur : 1,47 m le 19 juillet 1967
- Lancer du javelot : 30,84 m le 15 septembre 1967
- Lancer du poids : 15,57 m le 15 septembre 1967
- Lancer du disque : 38,20 m le 19 juillet 1967
- 100 m haies : 17 s 60 le 24 juillet 1971

## Carrière de basketteuse

### Parcours
Bouabdallah pratique le basket-ball au sein de l'Association sportive féminine jusqu'en 1980 et de l'équipe nationale ; elle réussit une brillante carrière et remporte plusieurs titres.

### Palmarès
- 1963-1964 : Championne de Tunisie avec l'Association sportive féminine[3]
- 1964-1965 : Championne de Tunisie et sélectionnée au sein de l'équipe nationale mise sur pied pour la première fois et dirigée par Lamine Kallel[4]
- 1966-1967 : Finaliste du championnat (titre perdu contre l'Olympique de Béja)
- 1967-1968 : Championne de Tunisie et finaliste de la coupe de Tunisie perdue contre l'Union sportive radésienne 35-38 avec douze points pour elle
- 1969-1970 : Championne de Tunisie
- 1971-1972 : Lauréate de la coupe de Tunisie contre la Zitouna Sports 29-27 dont six points pour elle
- 1972-1973 : Finaliste de la coupe de Tunisie contre la Zitouna Sports (match perdu 54-93) dont sept points pour elle
- 1973-1974 : Nouvelle finale de coupe de Tunisie perdue contre la Zitouna Sports (match perdu 60-62) avec onze points pour elle
- 1974-1975 : Médaillée d'argent au championnat d'Afrique féminin de basket-ball et finaliste de la coupe de Tunisie contre la Zitouna Sports (match perdu 50-60)
- 1977-1978 : Nouvelle finale de coupe de Tunisie perdue contre la Zitouna Sports (match perdu 65-68) avec treize points pour elle

## Carrière de handballeuse

### Parcours
Après l'apparition du handball féminin en Tunisie en 1963, Beya Bouabdallah est cooptée par le Club sportif de Hammam Lif, qui a pour formateur l'un des meilleurs handballeurs du pays, Abdelaziz Ghelala, qui lui attribue le poste de gardienne de but. Elle ensuite passe au Club athlétique du gaz qui a l'idée d'enrôler la première promotion de handballeuses de l'Institut supérieur du sport et de l'éducation physique de Ksar Saïd ; cette équipe fusionne finalement avec le Club africain. Bouabdallah en fait partie jusqu'au moment où les exigences des entraînements plus intensifs des autres sports qu'elle pratique l'amènent à sacrifier le handball.
Elle a fait partie de la première équipe nationale de handball féminin.

### Palmarès
- 1964-1965 : Coupe de Tunisie contre le Club africain par 7-6
- 1965-1966 : Coupe de Tunisie contre le Club africain par 5-4 (gardienne de but, elle a marqué un but qui aura donc fait la différence)
- 1966-1967 : Doublé coupe de Tunisie et championnat
- 1967-1968 : Nouveau titre de championnat